# Mehriban Aliyeva
Pour les articles homonymes, voir Aliyev.
Mehriban Arif qızı Aliyeva (en azéri : Mehriban Arif qızı Əliyeva ; en russe : Мехрибан Ариф гызы Алиева), parfois translittéré en Mehriban Alieva, née Paşayeva le 26 août 1964 à Bakou, est une femme d'État azerbaïdjanaise, membre du Parti du nouvel Azerbaïdjan et vice-présidente de la république d'Azerbaïdjan depuis le 21 février 2017. Elle est aussi Première dame en tant qu'épouse du président azerbaidjanais Ilham Aliyev et présidente de la Fondation Heydar Aliyev.

## Biographie

### Origines familiales
Mehriban Paşayeva est née le 26 août 1964 à Bakou. Sa famille est l'une des plus riches et plus influentes du pays. Son père Arif Paşayev, docteur en mathématiques et physique, est recteur de l'Académie nationale d'aviation à Bakou depuis 1996.
Sa mère, Aida Imanquliyeva est orientaliste, critique littéraire, traductrice, docteure en philologie et professeure. Elle est l'auteur de nombreux travaux scientifiques : 3 monographies et plus de 70 articles scientifiques. Elle est morte le 19 septembre 1992.
Son oncle, Hafiz Paşayev, est un ancien ambassadeur d'Azerbaïdjan aux États-Unis et ancien vice-ministre des Affaires étrangères.
Mehriban Aliyeva a épousé Ilham Aliyev, fils de Heydar Aliyev, à Bakou le 22 décembre 1983. Les Aliyev ont deux filles, Leyla (née le 3 juillet 1984) et Arzu (née le 23 janvier 1987) et un fils Heydar (né le 2 août 1997). Leyla est la rédactrice en chef du magazine Bakou, publié par l'homme d'affaires russo-azerbaïdjanais Araz Ağalarov, et était mariée avec son fils Emin Agalarov jusqu'en 2015.

### Études et débuts professionnels
En 1982, Mehriban Əliyeva finalise ses études à l'école publique secondaire numéro 23 de Bakou et reçoit une médaille d'or pour le succès de ses études scolaires.
Quelques mois après, elle est admise à la Faculté de traitement préventif à l'université azerbaïdjanaise de médecine nommée Nariman Narimanov. Ensuite, elle continue ses études à la Première Université de médecine Ivan Setchenov de Moscou, dont elle sort diplômée en 1988 avec le diplôme d'honneur.
Après avoir terminé ses études, elle a travaillé à l'Institut de recherche sur les maladies oculaires à Moscou sous la direction de l'académicien Krasnov entre 1988 et 1992.

## Carrière

### Débuts
Entre 1988 et 1992, Mehriban Əliyeva travaillait à l'Institut pour la recherche scientifique des maladies des yeux de Moscou. En 1995, elle créé la fondation Les amies de la culture d'Azerbaïdjan qu'elle dirige. En 1996, elle lance le magazine de la culture et d'histoire Azerbaidjan Heritage publié en azéri, anglais et russe, dont elle devient rédactrice en chef.

### Carrière culturelle
En 2002, Mehriban Əliyeva est élue présidente de la Fédération azerbaïdjanaise de gymnastique. La Fédération internationale de gymnastique décide de la tenue des championnats du monde de gymnastique rythmique de 2005 en Azerbaïdjan. Après la mort de son beau-père Heydar Aliyev en 2003, elle crée en 2004 la Fondation Heydər Əliyev qui se concentre sur l'étude et la publicité l'idéologie politique d'Heydər Əliyev. En 2004, Əliyeva est désignée ambassadrice de bonne volonté de l'UNESCO pour sa promotion de la musique traditionnelle. La même année, elle est élue membre exécutif du Comité national olympique d'Azerbaïdjan. Un sondage la désigne comme Femme de l'année en Azerbaïdjan en 2005. Elle est la première femme à recevoir le titre de chevalier de la Croix de rubis de la fondation caritative internationale Les patrons du siècle pour son travail philanthropique. D'après Radio Free Europe, Merhiban Əlieva est une des personnalités les plus populaires en Azerbaïdjan.
La Fondation Heydar Əliyev parraine également des projets en dehors de l'Azerbaïdjan, notamment en aidant à financer des rénovations au musée du Louvre, au château de Versailles et à la cathédrale de Strasbourg,.
Le 13 août 2004, Mehriban Əliyeva devient ambassadrice de bonne volonté de l'UNESCO, pour honorer sa sauvegarde du patrimoine culturel de l'Azerbaïdjan et promouvoir ses traditions orales et musicales.
Mehriban Əliyeva a été élu membre du Comité exécutif du Comité national olympique d'Azerbaïdjan lors de la 4e Assemblée Générale du CNO le 28 décembre 2004.
Le 24 novembre 2006, Əliyeva reçoit le titre d'ambassadrice de bonne volonté de l'ISESCO pour son attention aux enfants dans le besoin et pour aider à améliorer leurs conditions de vie et leur éducation.
Mehriban Əliyeva a été nommé président du comité d'organisation fondé le 17 janvier 2013 par le président Ilham Aliyev, à la suite de la décision de l'Assemblée générale du Comité olympique européen d'organiser les premiers Jeux européens à Bakou. Sous la direction de Mehriban Aliyeva, le Comité des opérations des Jeux européens de Bakou 2015 (BEGOC) a été formé.

### Carrière dans les affaires
Les familles Paşayev et Əliyev sont accusées d'avoir recours à des sociétés écrans ou offshore pour cacher leurs participations dans sociétés qui bénéficient des contrats de l'État. 
La famille Paşayev possède la Pasha Holding qui contrôle d'importantes banques du pays, des entreprises dans la construction, dans l'assurance, dans les voyages et un opérateur de téléphonie mobile,. Mehriban Aliyeva et ses deux filles Arzu et Leyla contrôlent aussi le groupe Azenco via de nombreuses sociétés écrans. Azenco a obtenu de nombreux marchés de construction de la part de l'État ou des collectivités azerbaïdjanais, dont la construction d'une salle de concert, le Baku Crystal Hall, pour héberger le Concours Eurovision de la chanson 2012 et la place du drapeau national,,. Mehriban Aliyeva supervisait par ailleurs l'organisation du concours de chant européen cette année-là.
Elle est citée dans l'affaire des Panama Papers en avril 2016. Elle est directrice entre 2005 et 2007 d'une société offshore basée au Panama qui contrôle le conglomérat azerbaidjanais AtaHolding.

## Carrière politique
Depuis 2004, Əliyeva est membre du bureau politique du Parti du nouvel Azerbaïdjan. Elle a été nommée vice-présidente du parti en juin 2013.

### Membre du Parlement
Lors des élections législatives de 2005 en Azerbaïdjan, elle a été élue à l'Assemblée nationale d'Azerbaïdjan. Sa candidature dans la deuxième circonscription d'Azizbeyov n°14 se fait sous l'étiquette du Parti du nouvel Azerbaïdjan. Elle obtient 92,12 % des voix. Elle avait auparavant aidé la campagne de son mari en 2003, quand il a concouru pour la présidence de l'Azerbaïdjan. Le Sunday Times, écrit en 2005 sur la décision d'Əliyeva de se présenter au parlement azerbaïdjanais, la décrit comme exerçant déjà une « influence considérable » et la Fondation Heydar Əliyev comme « une institution puissante et riche mise en place pour sauvegarder l'héritage du défunt président et soutenir un nombre de projets éducatifs et caritatifs.» Elle a été nommée dans la circonscription électorale Khazar n°14 lors des élections législatives de 2010 et 2015 et a obtenu 94,49 % des voix en 2010, soit 96,7 % en 2015.
Son travail et sa présence au parlement sont minimes pendant ses différents mandats. Au cours de son mandat de parlementaire, Mehriban Əliyeva a lancé un appel au parlement pour l'adoption d'une loi d'amnistie le 28 mai - Jour de la République. En conséquence, en 2007, 2009, 2013 et 2016, plus de 30 000 prisonniers ont été libérés de différents types de peines,,.
Depuis 2016, elle est présidente du groupe de travail Azerbaïdjan-France au parlement.

### Vice-présidente de la République
Mehriban Əliyeva est nommée par son mari au poste de vice-présidente de la République d'Azerbaïdjan le 21 février 2017.
Ce poste est créé lors d'un référendum constitutionnel en 2016. Le 6 mars 2017, la Commission électorale centrale a mis fin au mandat de députée de Mehriban Əliyeva conformément à sa demande,.
Au gouvernement, elle nomme à des postes clés des personnalités qui sont proches de la puissante famille Paşayev, considérée comme très liée à la Turquie. Elle serait aussi à l'origine du limogeage, en juillet 2020, du ministre des Affaires étrangères Elmar Mamedyarov, lequel était considéré comme favorable à un compromis avec l'Arménie sur la région disputée du Haut-Karabagh. Il est remplacé par Djeyhoun Baïramov, l'un des hommes de confiance de Mehriban Aliyeva.
Elle défend une « ligne dure » sur la question du Haut-Karabakh, justifiant une offensive militaire conduite en octobre-novembre 2020 afin d'annexer la région.
En novembre 2019, Mehriban Aliyeva effectue une visite d'État en Russie, premier partenaire de l'Azerbaïdjan et rencontre, entre autres, le président russe Vladimir Poutine. Son rôle dans cette importante visite est diversement interprété. Pour certains, cela symbolise son poids croissant et de sa famille (les Paşayev) au sein de l'appareil d'État azerbaïdjanais. Pour d'autres, sa mise en avant vise à faire oublier l'impopularité du président Aliyev.
Très préoccupée par son apparence, elle pratique régulièrement la chirurgie esthétique.
Lors de la guerre de 2020 au Haut-Karabagh, elle se fait filmer et photographier habillée d'un treillis militaire, piétinant le panneau d'entrée d'un village, rédigé en arménien. Bien qu'elle est ambassadrice de bonne volonté auprès de l'UNESCO, l'organisation internationale n'a pas réagi.

## Distinctions et récompenses

### Distinctions nationales
- Azerbaïdjan – Ordre d'Heydar Aliyev[32]
- Azerbaïdjan – Personnalité de l'année 2005 [33]
- Azerbaïdjan – Femme de l’année (2005) [34]
- Azerbaïdjan – Personnalité de l'année 2015 [35]

### Distinctions étrangères
- France – Officier de la Légion d'honneur[36]
- Koweït – Diplôme d'honneur du Koweït[37]
- Pakistan – Ordre Hilal-e-Pakistan[38]
- Pologne – Ordre du Mérite de la république de Pologne[39]
- Serbie – Ordre de Sreten[40]

### Diplômes d'honneur
- Bulgarie – Docteur honoraire de l'université de Veliko Tarnovo[41]
- Russie – Professeur honoraire de la Première Université de médecine Ivan Setchenov de Moscou[42]